# SNCF ETG

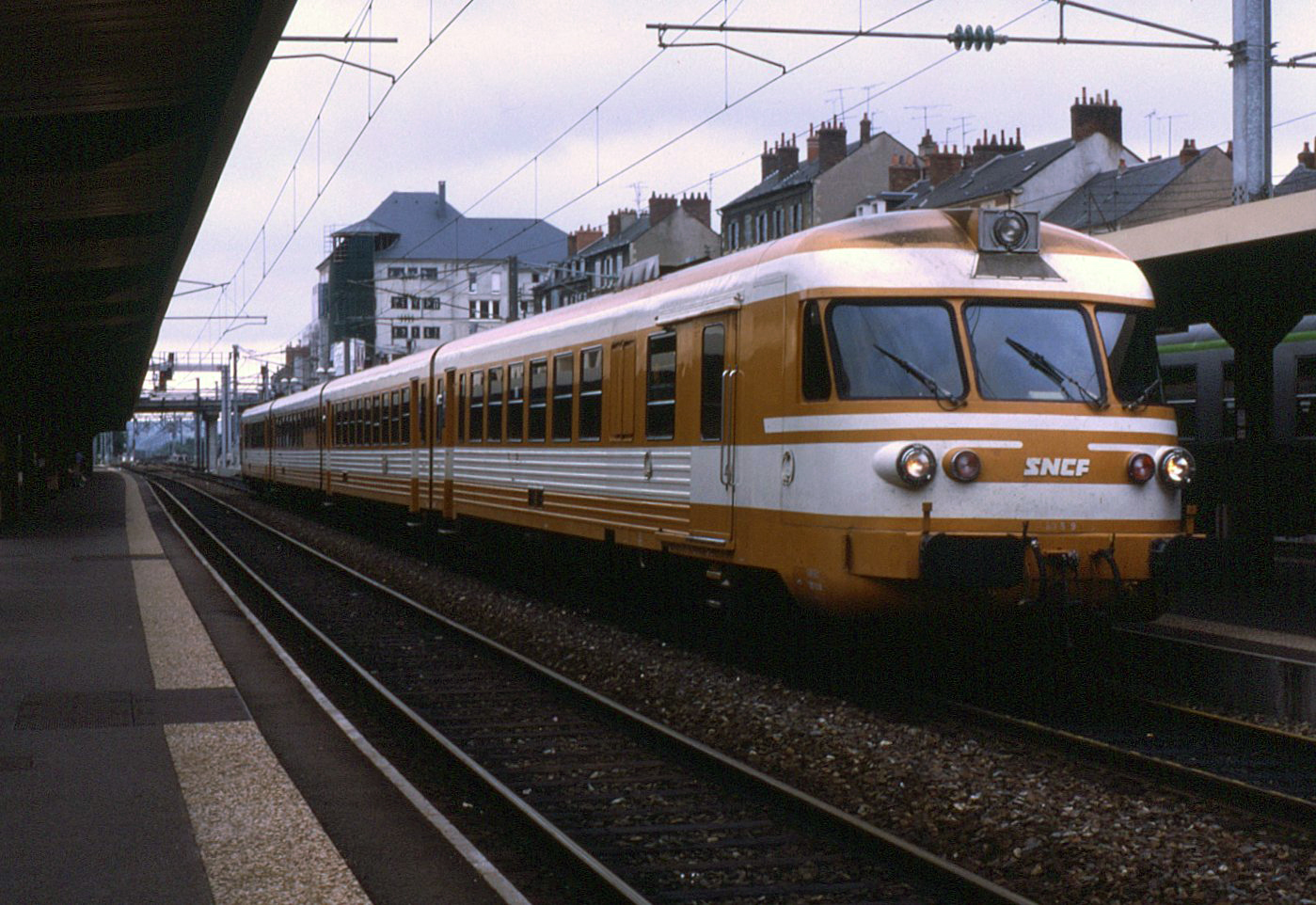
ETG (vorn der Turbotriebkopf T 1009) in Nevers, 1989

Die Baureihe ETG der französischen Staatsbahn SNCF war ein vierteiliger Triebzug, bei dem einer der Triebköpfe durch eine Gasturbine und der andere durch einen Dieselmotor angetrieben wurde.

## Vorgeschichte
Mitte der 1960er Jahre erkannte die SNCF die Notwendigkeit, der zunehmenden Konkurrenz durch das Flugzeug den Einsatz schnellerer Züge entgegenzusetzen. Das führte zu dem Beschluss, die Verwendung von Gasturbinen in Triebfahrzeugen zu testen.
Vorgänger des ETG war der Einzelgänger TGS (Turbine à gaz spéciale), ein Doppeltriebwagen, mit dem erfolgreich der Einsatz einer Gasturbine im Schienenverkehr erprobt wurde. Der zweiteilige Zug, zunächst als TGV (Turbotrain à Grande Vitesse) bezeichnet, entstand 1967 durch Umbau eines Zugs der Baureihe X 4300, der an den gesickten Seitenwänden als Ursprung zu erkennen blieb. Der Triebwagen X 4365 blieb, bis auf den Umbau der Front aus aerodynamischen Gründen und den Austausch der Drehgestelle, weitgehend unverändert. Er behielt den 295 kW starken Sechszylinder-Dieselmotor von Poyaud, der zum Anfahren des ETG sowie bei Langsamfahrt genutzt wurde.
Der bis dato antriebslose Steuerwagen XR 8579 wurde darüber hinaus zum Triebwagen umgebaut. Er erhielt eine Gasturbine des Typs Turmo III C3, die sonst in Hubschraubern eingesetzt wurde und 810 kW leistete. Sie wurde erst während der Fahrt ab einer bestimmten Geschwindigkeit zu- und vor jedem Halt bzw. bei geringer Geschwindigkeit wieder abgeschaltet. Im vormaligen Großraum 2. Klasse wurde ein Labor eingerichtet. Die neuen Fahrzeugnummern lauteten TA 101 für den Turbo- und TA 102r für den Dieseltriebkopf. Der TGS wurde auf verschiedenen Strecken getestet und erreichte Spitzengeschwindigkeiten von bis zu 239 km/h.

## Geschichte und Beschreibung
Nach den erfolgreichen Versuchen mit dem TGS entschied die SNCF schnell, für die Bahnstrecke Paris-Cherbourg zehn vierteilige Gasturbinenzüge zu erwerben. Die als ETG (Elément à Turbine à Gaz) bezeichneten Züge entsprangen der Plattform der „Caravelles“, was an den gesickten Seitenwänden erkennbar war. Anders als beim TGS handelte es sich jedoch um neu gebaute Fahrzeuge. Da man auf den zusätzlichen Dieselantrieb vorsichtshalber noch nicht verzichten wollte, blieb es bei einem Triebkopf beim unterflurig angebrachten Dieselmotor, in diesem Fall des Typs Saurer SDHR mit einer Leistung von 295 kW. Der andere Triebkopf nahm die 736 kW leistende Gasturbine der Bauart Turmo III H1 auf. Zwischen die Triebköpfe waren zwei antriebslose Beiwagen gekuppelt.
Die Triebköpfe erhielten aerodynamisch vorteilhaft geformte Köpfe und ein Dreilicht-Spitzensignal. Wie der TGS fuhren die Triebzüge mit dem Dieselantrieb an, die Gasturbine wurde erst ab einer bestimmten Geschwindigkeit zugeschaltet. Sie waren bis zu 160 km/h schnell, über Puffer 87,18 m lang und 145,3 t schwer. Die Kraftübertragung erfolgte bei der Gasturbine über ein Voith-Hydraulikgetriebe L 411 RU, beim Dieselmotor mittels eines mechanischen Achtganggetriebes von De Dietrich. Die zehn Triebzüge entstanden in den Jahren 1969/70, im März 1970 wurde der erste Zug eingesetzt. Aufgrund ihres Erfolgs auf der Strecke von Paris Saint-Lazare über Caen nach Cherbourg wurden 1972 vier weitere Züge nachgeliefert.
Triebköpfe und Beiwagen erhielten bald neue Baureihenbezeichnungen: T 1000 für die Turboköpfe und T 1500 für die Dieseltriebköpfe. Jeder Triebzug wies 166 Plätze der 2. und  32 Plätze der 1. Klasse auf, zudem ein Speiseabteil mit 14 Plätzen. Zwei Züge konnten als Doppeltraktion verkehren.
1975 wurden die Züge von der fünfteiligen Nachfolgebaureihe RTG von ihrer Strecke verdrängt und liefen fortan im Schnellverkehr in der Region Rhône-Alpes, z. B. auf der damals noch nicht elektrifizierten Verbindung zwischen Lyon-Perrache und Grenoble. Nach deren Elektrifizierung im Jahr 1985 wanderten die ETG auf Strecken westlich von Lyon, z. B. nach Clermont-Ferrand und in die Bourgogne, ab. In diesem Zusammenhang wurde die 1. Wagenklasse verkleinert und das Speiseabteil entfernt.
Zuletzt liefen die Züge beim TER Rhône-Alpes. Ihr hoher Treibstoffverbrauch führte bereits 1989 zu ersten Abstellungen. Das Vorhaben, aus ihnen sieben Drei-Wagen-Züge mit je einem T-1500-Dieseltriebkopf zu bilden, wurde nicht in die Tat umgesetzt. Mit dem Eintreffen der Baureihe X 72500 verschwanden die letzten ETG 1999 aus dem Planbetrieb.

## Verbleib

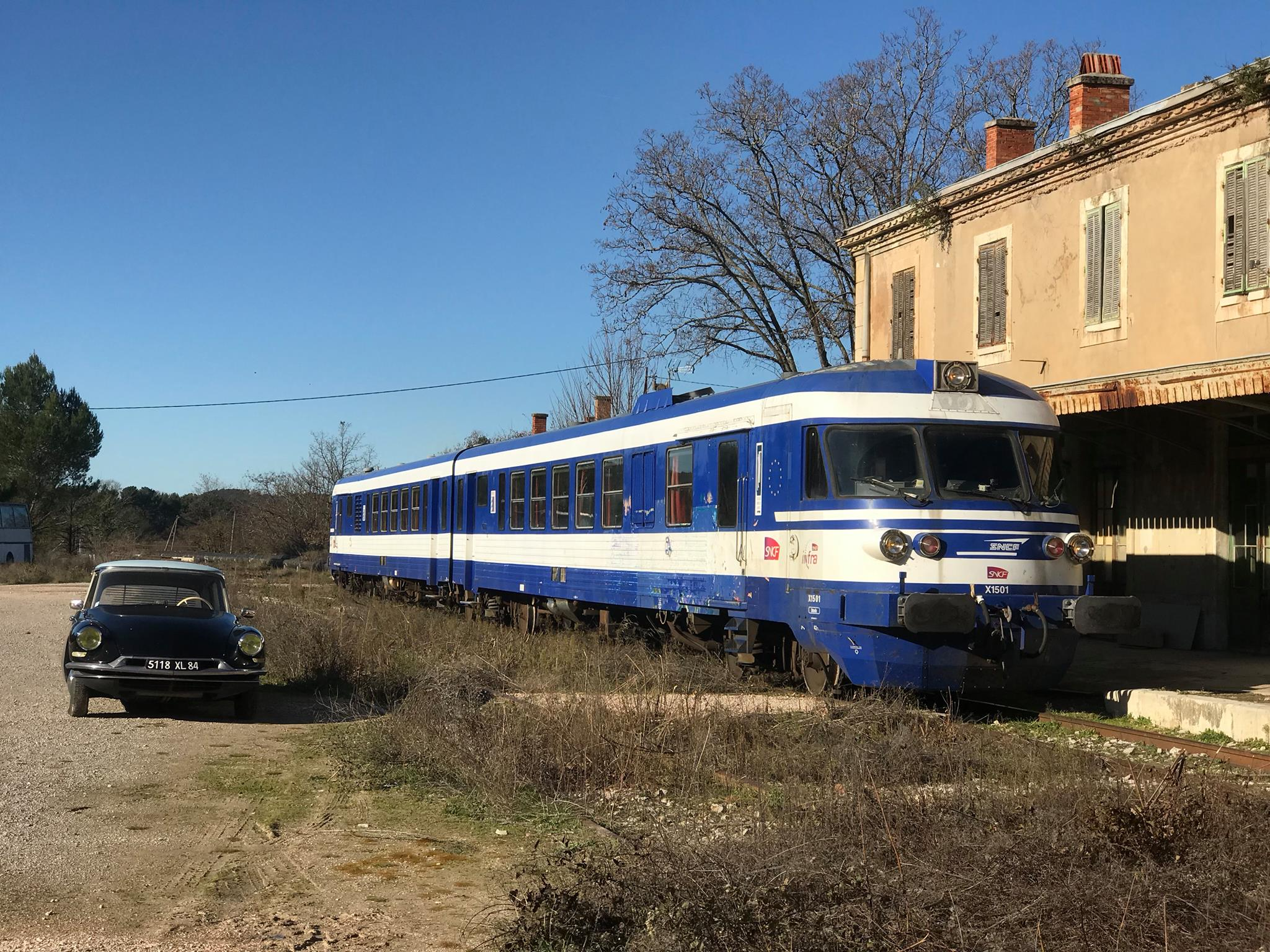
ERTMS-Versuchszug X 1501/02 im Bahnhof La Barque-Fuveau (2019)

Von den ETG blieb kein originaler Zug erhalten, der letzte wurde 2007 verschrottet. Die beiden Dieseltriebköpfe T 1511 und T 1512 wurden 1993 unter der Baureihenbezeichnung X 1500 als X 1501/02 zu einem Doppeltriebwagen für Versuchszwecke zusammengefasst. Unter anderem kamen sie für Tests zur satellitengestützten Ortung von Zügen und des European Rail Traffic Management Systems (ERTMS) zum Einsatz. Der als „Astrée“ bezeichnete Zug verblieb als Leihgabe der SNCF bei der Museumsbahn Train touristique du centre-Var.